# Ivar Hallström
Ivar Christian Hallström (Estocolmo, 5 de junio de 1826 - Estocolmo, 11 de abril de 1901) fue un compositor, musicólogo, pianista, bibliotecario y profesor universitario sueco. 

## Biografía
Fue alumno de Edmund Passy. En 1861 fue nombrado director de la Escuela de Música de Estocolmo. En el terreno lírico, triunfó en 1869 con la opereta Den förtrollade Katten (El gato encantado) y, en 1874, con la ópera Den bergtagna (La novia del rey de la montaña).
Fue miembro de la Real Academia de Ciencias y Letras de Gotemburgo y de la Real Academia de Música de Suecia.

## Obras
- Hertig Magnus och sjöjungfrun (El duque Magnus y la sirena), opereta
- Mjölnarvargen (El diablo en el molino), opereta
- Den bergtagna (La novia del rey de la montaña), ópera
- Vikingarne (Los vikingos), ópera
- Neaga, ópera
- Per Svinaherde (Pedro el cerdo)
- Ett äfventyr i Skottland (Una aventura en Escocia), ballet
- En dröm (Un sueño), ballet